# Waben
Waben és un municipi francès situat al departament del Pas de Calais i a la regió dels Alts de França. El 2021 tenia 430 habitants.